# ФК «Ювентус» у сезоні 1931—1932
ФК «Ювентус» у сезоні 1931—1932 — сезон італійського футбольного клубу «Ювентус».

## Склад команди
| № | Поз. | Нац.   | Гравець             |
| - | ---- | ------ | ------------------- |
|   | ВР   | Італія | Альфредо Бодойра    |
|   | ВР   | Італія | Джанп'єро Комбі     |
|   | ВР   | Італія | Еціо Склаві         |
|   | ЗХ   | Італія | Умберто Калігаріс   |
|   | ЗХ   | Італія | Вірджиніо Розетта   |
|   | ЗХ   | Італія | Маріо Ферреро       |
|   | ЗХ   | Італія | Дуїліо Сантагостіно |
|   | ЗХ   | Італія | Коррадо Тамієтті    |
|   | ПЗ   | Італія | Луїджі Бертоліні    |
|   | ПЗ   | Італія | Джованні Варльєн    |
|   | ПЗ   | Італія | Маріо Варльєн       |
|   | ПЗ   | Італія | Луїс Монті ()       |
|   | ПЗ   | Італія | Маріо Джента        |
|   | ПЗ   | Італія | Джузеппе Бракко     |

| № | Поз. | Нац.      | Гравець              |
| - | ---- | --------- | -------------------- |
|   | НП   | Італія    | Джованні Веккіна     |
|   | НП   | Аргентина | Хуан Мальйо          |
|   | НП   | Італія    | Федеріко Мунераті    |
|   | НП   | Італія    | Раймундо Орсі        |
|   | НП   | Італія    | Енцо Роза            |
|   | НП   | Італія    | Педро Сернаджотто () |
|   | НП   | Італія    | Джованні Феррарі     |
|   | НП   | Італія    | Ренато Чезаріні      |
|   | НП   | Італія    | Феліче Борель        |
|   | НП   | Італія    | Вітторія Томазеллі   |
|   | НП   | Італія    | Дессетто             |
|   | НП   | Італія    | Сеттімо Джастальді   |

## Чемпіонат Італії

### Підсумкова таблиця
|                                                     |     | Турнірна таблиця 1931-1932 | О  | І  | В  | Н  | П  | М+ | М- |
| --------------------------------------------------- | --- | -------------------------- | -- | -- | -- | -- | -- | -- | -- |
| Чемпіон Італії · Вийшов до Кубка Центральної Європи | 1.  | «Ювентус»                  | 54 | 34 | 24 | 6  | 4  | 89 | 38 |
| Вийшов до Кубка Центральної Європи                  | 2.  | «Болонья»                  | 50 | 34 | 21 | 8  | 5  | 85 | 33 |
|                                                     | 3.  | «Рома»                     | 40 | 34 | 16 | 8  | 10 | 53 | 42 |
|                                                     | 4.  | «Фіорентина»               | 39 | 34 | 16 | 7  | 11 | 54 | 35 |
|                                                     | 5.  | «Мілан»                    | 39 | 34 | 15 | 9  | 10 | 57 | 40 |
|                                                     | 6.  | «Амброзіана-Інтер»         | 38 | 34 | 15 | 8  | 11 | 67 | 52 |
|                                                     | 7.  | «Алессандрія»              | 38 | 34 | 15 | 8  | 11 | 66 | 53 |
|                                                     | 8.  | «Торіно»                   | 37 | 34 | 14 | 9  | 11 | 64 | 53 |
|                                                     | 9.  | «Наполі»                   | 35 | 34 | 13 | 9  | 12 | 48 | 46 |
|                                                     | 10. | «Про Патрія»               | 31 | 34 | 9  | 13 | 12 | 37 | 55 |
|                                                     | 11. | «Дженова 1893»             | 30 | 34 | 11 | 8  | 15 | 48 | 56 |
|                                                     | 12. | «Казале»                   | 28 | 34 | 12 | 4  | 18 | 51 | 67 |
|                                                     | 13. | «Лаціо»                    | 27 | 34 | 10 | 7  | 17 | 45 | 53 |
|                                                     | 14. | «Трієстина»                | 27 | 34 | 8  | 11 | 15 | 42 | 61 |
|                                                     | 15. | «Про Верчеллі»             | 27 | 34 | 10 | 7  | 17 | 35 | 54 |
|                                                     | 16. | «Барі»                     | 25 | 34 | 9  | 7  | 18 | 36 | 64 |
| Вибув до Серії B                                    | 17. | «Брешія»                   | 25 | 34 | 8  | 9  | 17 | 31 | 60 |
| Вибув до Серії B                                    | 18. | «Модена»                   | 22 | 34 | 7  | 8  | 19 | 41 | 87 |

### Чемпіони
Склад переможців турніру:
| Воротар: Джанп'єро Комбі (34 матчі). Захисники: Умберто Калігаріс (12), Вірджиніо Розетта (33), Маріо Ферреро (21). Півзахисники: Луїджі Бертоліні (31, 2 голи), Луїс Монті (29, 2), Маріо Варльєн (32, 4). Нападники: Федеріко Мунераті (33, 14), Джованні Феррарі (33, 17), Раймундо Орсі (33, 19), Джованні Веккіна (28, 15), Ренато Чезаріні (23, 6), Хуан Мальйо (17, 6), Джованні Варльєн (12, 1), Енцо Роза (3, 1). Тренер: Карло Каркано. |

## Кубок Мітропи
| 1/4 перший матч 12 липня 1931 | Ювентус                   | 2:1        | Спарта (Прага) | Турин                                                     |  |
| 17:00 CET | Чезаріні 39' Мунераті 88' | (протокол) | Брен 60'       | Стадіон: Корсо Марсілья Глядачі: 15 000 Суддя: Адольф Міс |  |
| «Ювентус»: Еціо Склаві, Вірджиніо Розетта (к), Умберто Калігаріс, Джованні Варльєн, Маріо Варльєн, Луїджі Бертоліні, Федеріко Мунераті, Ренато Чезаріні, Джованні Веккіна, Джованні Феррарі, Раймундо Орсі, тренер: Карло Каркано «Спарта»: Йозеф Немец, Ярослав Бургр, Йозеф Чтиржокий, Ян Кноблох, Карел Пешек (к), Еріх Србек, Карел Подразіл, Отто Гафтль, Раймон Брен, Олдржих Неєдлий, Йозеф Сильний, тренер: Джон Дік - на 80-й хвилині Брен не забив пенальті — відбив воротар Склаві |                           |            |                |                                                           |  |

| 1/4 другий матч 22 липня 1931 | Спарта (Прага) | 1:0 (2:2 заг.) | Ювентус | Прага                                            |  |
| 18:15 CET | Гафтль 61'     | (протокол)     |         | Стадіон: Летна Глядачі: 35 000 Суддя: Адольф Міс |  |
| «Спарта»: Йозеф Немец, Ярослав Бургр, Йозеф Чтиржокий, Ян Кноблох, Карел Пешек (к), Еріх Србек, Карел Подразіл, Отто Гафтль, Раймон Брен, Йозеф Сильний, Карел Соколарж, тренер: Джон Дік «Ювентус»: Еціо Склаві, Вірджиніо Розетта (к), Умберто Калігаріс, Джованні Варльєн, Маріо Варльєн, Луїджі Бертоліні, Федеріко Мунераті, Ренато Чезаріні, Джованні Веккіна, Джованні Феррарі, Раймундо Орсі, тренер: Карло Каркано |                |                |         |                                                  |  |

| 1/4 перегравання 2 вересня 1931 | Спарта (Прага)                                   | 3:2        | Ювентус                                                    | Відень                                            |  |
| 16:30 CET | Подразіл 25' Неєдлий 58' Сильний 70' Кноблох 87' | (протокол) | Орсі 20' Мальйо 37' Калігаріс 83' Чезаріні 87' Феррарі 89' | Стадіон: ВАК-Плац Глядачі: 8000 Суддя: Пауль Руоф |  |
| «Спарта»: Йозеф Немец, Ярослав Бургр, Йозеф Чтиржокий, Ян Кноблох, Карел Пешек (к), Еріх Србек, Карел Подразіл, Отто Гафтль, Раймон Брен, Олдржих Неєдлий, Йозеф Сильний, тренер: Джон Дік «Ювентус»: Еціо Склаві, Вірджиніо Розетта (к), Умберто Калігаріс, Луїджі Бертоліні, Луїс Монті, Маріо Варльєн, Джованні Веккіна, Ренато Чезаріні, Хуан Мальйо, Джованні Феррарі, Раймундо Орсі, тренер: Карло Каркано |                                                  |            |                                                            |                                                   |  |

## Товариські матчі
| ТМ 8.09.1931 | Про Верчеллі | 0:1        | Ювентус    | Верчеллі                  |  |
| |              | (протокол) | 68' Мальйо | Стадіон: Леоніда Роббіано |  |
| Ювентус: Комбі, Калігаріс, Ферреро, Бертоліні (Д.Варльєн, 46), Монті, М.Варльєн, Веккіна (Мунераті, 46), Чезаріні, Мальйо, Феррарі, Орсі |              |            |            |                           |  |

| ТМ 13.09.1931 | Ювентус                                 | 5:0        | Про Верчеллі | Турин                |  |
| | 6' 15' Феррарі 23' 89' Мальйоі 72' Орсі | (протокол) |              | Суддя: Віллар Пероза |  |
| Ювентус: Ювентус: Комбі, Розетта (Д.Варльєн, 46), Ферреро, М.Варльєн, Монті, Бертоліні, Веккіна (Мунераті, 46), Чезаріні, Мальйо, Феррарі, Орсі |                                         |            |              |                      |  |

| ТМ 1.10.1931 | Мантова           | 2:2        | Ювентус               | Мантова |  |
| | 18' Роза 27' Орсі | (протокол) | 15' Крокі 65' Валларі |         |  |
| Ювентус: Ювентус: Комбі, Розетта, Ферреро (Монті, 46), Д.Варльєн (Ф.Дієна, 46), М.Варльєн, Бертоліні, Мунераті, Ф.Борель, Роза, ЧезарініОрсі |                   |            |                       |         |  |

| ТМ 15.11.1931                                                                                                   | Інтра                         | 3:2        | Ювентус                        | Вербанія |  |
| | 80' Сконоскіуто 87' 90' Поджа | (протокол) | 70' Вассетто 75' (аг.) Фоссаті |          |  |
| Ювентус: Бодойра, Санагостіні, Тамієтті, Джента, М.Варльєн, Бракко, Томазеллі, Монті, Роза, Дессето, Джастальді |                               |            |                                |          |  |